# Звиждаљка
Звиждаљка или пиштаљка спада у дрвене дувачке инструменте. Поред дрвета, звиждаљка се прави и од других материјала, нпр. од метала и керамике.
Постоји много врста, од полицијске до спортске, парне (користе се на бродовима и возовима). Парна звиждаљка користи пару као извор притиска, те таква звиждаљка може произвести звук изузетно високе висине.

## Историја
Звиждаљка потиче из древне Кине. Кинески ноћни стражари дували су у врх жира да како би упозорили градове од напада Монгола. Године 1868, Џозеф Хадсон у Бирмингему, у Енглеској, направио је први звиждук звиждаљком у историји фудбала.

## Полицијска звиждаљка
У неким земљама полицијска звиждаљка се у не употребљава. Уз буку аутомобила, звиждук се не чује у урбаним подручјима.

## Сигнализационе звиждаљке
Звиждаљка се користи за сигнализацију на железничким саобраћајницама, бродовима и у фабрикама. Већина тих звиждаљки раде на пару због јачине звука. Железничке звиждаљке производе 3-4 различите фреквенције у исто време.
Бродске звиждаљке морају бити врло гласне због безбедности на мору. Модерне бродске звиждаљке могу радити електрични или парни погон. Оне се могу чути најмање на десет миља удаљености.

## Безбедносна звиждаљка
Звиждаљка се често користи као упозорење. Неки бициклисти користе звук звиждаљке као замену за звоно.

## Спортска звиждаљка
Звиждаљку користе судије на спортским утакмицама. Неке судије користе различите врсте звиждаљке, али једна се највише користи, а то је „Фокс 40“.
„Фокс 40“ се користи у кошарци, хокеју, фудбалу и бројним другим спортовима.
Користи се још једна врста звиждаљке, посебно у рагбију, а то је „Громовник 58,5“. То је метална звиждаљка садржи куглицу од плуте. Употребљава се углавном због дизајна који омогућава да се добију дубоки звиждуци који се могу чути и до сто метара.

## Сирена
Сирене које се користе за најаву различитих узбуна (нпр. ваздушна опасност, пожар, земљотрес...) су такође врста веома великих звиждаљки. Раде на компримовани ваздух. Компресор који компримује ваздух има независни извор енергије, јер се у наведеним случајевима претпоставља да нема нормалних извора енергије.
Једну "џиновску" сирену је имала Пожарна чета у Београду 1935. С електричним погоном, била је намењена за алармни сигнал у случају ваздушног напада, а могла се чути до Бежаније, Раковице и Вишњице.